# Administrativní dělení San Marina
San Marino se dělí na 9 samosprávných obcí (italsky castello, plurál castelli). Každé castello zahrnuje několik měst (popř. vesnic), z nichž jedno je správním centrem (italsky: capoluogo). Ostatní města a vesnice se nazývají curazie (singulár: curazia). Každá samosprávná obec se jmenuje podle svého správního centra.
V čele castella je na čtyři roky občany volená rada, Giunta di Castello, která poté zvolí kapitána, tzv. Capitano di Castello. Ten je vlastně starostou celé samosprávné obce. Jeho funkční období je 2 roky. Castella s více než 2000 obyvateli mají devítičlennou radu, castella s méně než 2000 obyvateli pouze sedmičlennou.

## Seznam sanmarinských castelli
| Castello       | Znak                | Rozloha   | Počet obyvatel (rok 2010) | PSČ   | Radnice                                                                       | Capoluogo      | Curazie                                                                                |
| -------------- | ------------------- | --------- | ------------------------- | ----- | ----------------------------------------------------------------------------- | -------------- | -------------------------------------------------------------------------------------- |
| San Marino     | Znak San Marina     | 7,09 km²  | 4 341                     | 47890 | Casa del Castello di Città, Via Basilicius 2, Città di San Marino             | San Marino     | Cà Berlone, Canepa, Casole, Castellaro, Montalbo, Murata, Santa Mustiola               |
| Acquaviva      | Znak Acquaviva      | 4,86 km²  | 2 027                     | 47892 | Casa del Castello di Acquaviva, Piazza Castello di Monte Cerreto 1, Acquaviva | Acquaviva      | Gualdicciolo, La Serra                                                                 |
| Borgo Maggiore | Znak Borgo Maggiore | 9,01 km²  | 6 377                     | 47893 | Casa del Castello di Borgo Maggiore, Via XXVIII Luglio, Borgo Maggiore        | Borgo Maggiore | Cà Melone, Cè Rigo, Cailungo, San Giovanni sotto le Penne, Valdragone, Ventoso         |
| Chiesanuova    | Znak Chiesanuova    | 5,46 km²  | 1 058                     | 47894 | Casa del Castello di Chiesanuova, Via C. Forti, Chiesanuova                   | Chiesanuova    | Caladino, Confine, Galavotto, Molarini, Poggio Chiesanuova, Poggio Casalino, Teglio    |
| Domagnano      | Znak Domagnano      | 6,62 km²  | 3 050                     | 47895 | Casa del Castello di Domagnano, Via Giosuè Carducci 11, Domagnano             | Domagnano      | Cà Giannino, Fiorentina, Piandivello, Spaccio Giannoni, Torraccia                      |
| Faetano        | Znak Faetano        | 7,75 km²  | 1 177                     | 47896 | Casa del Castello di Faetano, Piazza del Massaro 5, Faetano                   | Faetano        | Cà Chiavello, Calligaria, Corianino, Monte Pulito                                      |
| Fiorentino     | Znak Fiorentino     | 6,56 km²  | 2 439                     | 47897 | Casa del Castello di Fiorentino, Via della Rena 30, Fiorentino                | Fiorentino     | Capanne, Crociale, Pianacci                                                            |
| Montegiardino  | Znak Montegiardino  | 3,31 km²  | 903                       | 47898 | Casa del Castello di Montegiardino, Salita al Castello, Montegiardino         | Montegiardino  | Cerbaiola                                                                              |
| Serravalle     | Znak Serravalle     | 10,53 km² | 10 291                    | 47899 | Casa del Castello di Serravalle, Via E. da Montefeltro 18, Serravalle         | Serravalle     | Cà Ragni, Cinque Vie, Dogana, Falciano, Lesignano, Ponte Mellini, Rovereta, Valgiurata |

## Pravomoce Rady castella
Do kompetence Rady patří:
- řízení místních veřejných služeb
- podpora kulturní a sociální činnosti
- plánování a realizace veřejných prací